# 阿夫拉姆·巴尔德洛马
阿夫拉姆·巴尔德洛马·平托（西班牙語：Abraham Valdelomar，1888年4月27日—1919年11月3日），是一位秘鲁作家。其代表作有小说《卡梅洛骑士》、《秃鹰之翔》、《太阳神的儿女等》。